# بلوار امیرکبیر (شیراز)
بلوار امیرکبیر یکی از بلوارهای مهم شهر شیراز است که از پل امیرکبیر نرسیده به میدان بسیج (فلکه فرودگاه) شروع شده و پس از گذر از چهارراه سرباز، تقاطع غیر همسطح ریشمک و پل طبقاتی کشن و پل امام حسن ،  پل طبقاتی استاد بهمن بیگی  در(ابتدای بزرگراه شیراز  - دشت ارژن) جاده بوشهر به پایان می‌رسد
قسمت‌های مختلف این بلوار زیرنظر مناطق ۴ و ۹ مناطق شهرداری شیراز هستند. مردم شیراز این بلوار را بیشتر با نام جاده سیمان به خاطر وجود کارخانه سیمان در نزدیکی این بلوار می‌شناسند.

## شهرک‌های اطراف
در اطرف بلوار امیرکبیر از پل امام حسن تا پلیس راه قدیم جاده بوشهر شهرک‌های همچون شهرک والفجر و سجادیه سیمان و مهدیه،امیرکبیر و از میان پل کشن و پل امام حسن شهرک مخابرات امیرکبیر وجود دارد.شهرک های اطراف این بلوار که در شهرداری منطقه 9 قرار دارند همچون شهرک والفجر جزو شهرک هایی با بافت جدید محسوب میشوند.

## امکانات و اماکن مهم
- باغ جنت

- باغ ایرانی

• بوستان ونک 
• بوستان و پل طبیعت چنار راهدار
• کارخانه ریشمک
- شرکت سیمان فارس و خوزستان

• پایانه مسافربری (ترمینال) امیرکبیر
• مرکز شماره گذاری ( خودرو) غرب شیراز
• ساختمان مرکزی شهرداری منطقه چهار
• نمایندگی های: ایران خودرو - سایپا - پارس خودرو - رنو - مدیران خودرو
• ساختمان مخابرات مرکز امیرکبیر
• مجتمع تجاری برج صنعت
• مجتمع تجاری دریس
• مجتمع صنعتی ابوقداره
• مجتمع تجاری ایرانیان
- شرکت نفت ایران

## مسیر
| از شرق به غرب             | از شرق به غرب                                    | از شرق به غرب |
| ------------------------- | ------------------------------------------------ | ------------- |
| میدان بسیج (فلکه فرودگاه) | خیابان انقلاب اسلامی خیابان شهید حراف            |               |
| ایستگاه متروی بسیج        |                                                  |               |
| پل امیرکبیر               | بلوار شهید بهشتی بلوار عدالت شمالی               |               |
| چهارراه سرباز             | بلوار سرباز بلوار سفیر شمالی                     |               |
|                           | خیابان آفتاب                                     |               |
|                           | بلوار باغ حوض                                    |               |
|                           | خیابان صفایی شمالی                               |               |
| زیرگذر شهید هاشم‌نژاد      | بلوار شهید باهنر                                 |               |
|                           | خیابان شهید کلاهدوز                              |               |
|                           | خیابان صنعتگر شمالی                              |               |
|                           | خیابان شهید فلاحی                                |               |
|                           | خیابان یقطین شمالی                               |               |
|                           | بلوار کاج                                        |               |
|                           | بلوار شهید فرزدقی شمالی                          |               |
|                           | بلوار شهید آقایی                                 |               |
| پل شهدای کشن              | بلوار شهید مطهری بلوار میثم شمالی                |               |
| پل امام حسن               | بزرگراه امام خمینی (کمربندی)                     |               |
|                           | خیابان پرستو                                     |               |
|                           | بلوار شهید گرجی                                  |               |
|                           | بلوار والفجر                                     |               |
|                           | خیابان فاخته                                     |               |
|                           | بلوار جماران                                     |               |
|                           | خیابان شقایق                                     |               |
|                           | خیابان شهید سبوکی شمالی                          |               |
|                           | خیابان شهید غفاری برشنه                          |               |
|                           | بلوار سجادیه                                     |               |
|                           | بلوار مهدیه                                      |               |
|                           | خیابان عصر ایران                                 |               |
|                           | خیابان توانیر                                    |               |
| پایانه مسافربری امیرکبیر  |                                                  |               |
| پل استاد بهمن‌بیگی         | بزرگراه شیراز-بوشهر بزرگراه مهندسین بلوار طلائیه |               |
| از غرب به شرق             |                                                  |               |